# National League System
Das National League System umfasst die Ligen der Spielklassen 5 bis 10 im englischen Fußball. Insgesamt sind rund 1.500 Mannschaften in 84 Ligawettbewerben organisiert. Durch feste Auf- und Abstiegsregelungen ist ein Übergang in die Football League (Spielklassen 2 bis 4) möglich. Das System ist hierarchisch organisiert. Es gibt nicht an jeder Stelle automatische Auf- und Abstiegsregelungen.

## Organisation

Geographische Aufteilung von Stufen 2 bis 5 des NLS

Die höchste Liga des National League Systems ist die National League. Sie ist die einzige Liga des Systems, die national organisiert ist und somit ganz England abdeckt. Der Meister und der Play-off-Sieger der National League steigen in die Football League Two auf. Sie ist somit auch die höchste Stufe des sogenannten Non-League-Football, der unterhalb der Football League angesiedelt ist. Im Gegenzug verlassen zwei Teams pro Saison die Football League in die Conference National.
Unterhalb der National League gibt es zusehends mehr Staffeln, die dann jeweils kleinere geographische Gebiete umfassen. Diese können sich auch überlagern.
Alle Ligen sind durch das Prinzip von Auf- und Abstieg miteinander verbunden. Erfolgreiche Mannschaften können somit in der Pyramide aufsteigen, glücklose rutschen nach unten ab. Theoretisch ist ein Aufstieg bis in die Höhen des Profifußballs möglich. Die Anzahl der Auf- und Absteiger variiert und ist der untenstehenden Tabelle zu entnehmen. Jedoch zählt nicht nur der sportliche Erfolg, sondern auch die Ausstattung des Vereins (Finanzen, Spielstätte). Zwischen den Stufen 4 und 5 gibt es eine gesonderte Prüfung und keinen automatischen Auf- und Abstieg. Die Teams müssen nicht nur Auflagen erfüllen, die ihr Stadion und die finanzielle Lage betreffen, sondern auch unter den ersten drei ihrer jeweiligen Liga sein. Bis 2021 war Stufe 7 auch ein Teil des National Leagaue Systems, aber wurde danach zum Regional Feeder Leagues umgewandelt. Damit sind alle lokale Ligen unterhalb Stufe 7 nicht mehr der direkten Aufsicht der Football Association unterliegen.
Unter der Aufsicht der Football Association wurde das National League System in den letzten Jahren weiterentwickelt und hat die heutige Form angenommen.
Es gibt festgelegte offizielle Namen für die einzelnen Ligen. Dazu können noch in den vier oberen Stufen Sponsorennamen hinzutreten. Alle Divisionen der zwei oberen Stufen haben jeweils 24 Vereine, während die Stufen 3 und 4 jeweils 22 Vereine hat. Das National League System-Komitee legt die Staffelzuteilung nach Ortszugehörigkeit fest. Das Komitee wacht darüber, dass der Ligabetrieb zahlenmäßig ausbalanciert und gleichzeitig geographisch sinnvoll organisiert ist.
Alle Teams des NLS sind für den FA Cup startberechtigt, steigen aber je nach Stufe in unterschiedliche Runden des Pokals ein. Die Teams der Stufen 1 bis 4 können an der FA Trophy teilnehmen, die Teams der Stufen 5 und 6 an der FA Vase. Von 1979 bis 2001, 2004/05 und von 2007 bis 2009 wurde der Conference League Cup ausgetragen, der den Teams der beiden oberen Stufen des NLS offenstand. Diese Pokalwettbewerbe tragen wie auch teilweise die Ligen des NLS die Namen unterschiedlicher Sponsoren. Im Saison 2024/25 wurde das Wettbewerb erneut zum Leben unter dem Namen National League Cup gebracht. Es hatte aber einen anderen Teilnehmerformat.

Die regionalen Verteilungen in der Stufe 5.

In der 7. Stufe des NLS werden die Ligen in drei Kategorien eingeteilt:
- Kategorie 7: 100 % der Mannschaften erfüllen die Stadionvoraussetzungen für die 7. Stufe des NLS sowie alle weiteren Auflagen der Ligen,
- Kategorie 7A: 75 % der Mannschaften erfüllen die Stadionvoraussetzungen für die 7. Stufe des NLS sowie alle weiteren Auflagen der Ligen,
- Kategorie 7B: 60 % der Mannschaften erfüllen die Stadionvoraussetzungen für die 7. Stufe des NLS sowie alle weiteren Auflagen der Ligen.